# Soquete J

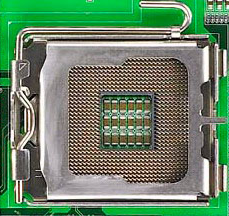
Soquete J

Soquete J ou popularmente conhecida como soquete LGA 771 é um padrão de soquete projetada e desenvolvida pela Intel. Sendo direcionado para processadores High End, a soquete LGA 771 tem o seu uso direcionado a processadores Dual-Core da família Xeon e a processadores Quad-Core, sendo que o modelo Core 2 Extreme QX9775 é o único da família Extreme a trabalhar com a soquete 771. A sua sucessora e a soquete LGA 1366.

## Características
Como o próprio nome sugere a soquete J possuí 771 contatos. O "J" em "Socket J" refere-se ao codinome "Jayhawk", que é um codinome de um processador que era esperado para estrear junto com esta interface.